# Eleição municipal de Barra Mansa em 2016
A eleição municipal de Barra Mansa em 2016 foi realizada para eleger um prefeito, um vice-prefeito e 19 vereadores no município de Barra Mansa, no estado brasileiro de Rio de Janeiro. Foram eleitos ) e  para os cargos de prefeito(a) e vice-prefeito(a), respectivamente.
Seguindo a Constituição, os candidatos são eleitos para um mandato de quatro anos a se iniciar em 1º de janeiro de 2017. A decisão para os cargos da administração municipal, segundo o Tribunal Superior Eleitoral, contou com 135 384 eleitores aptos e 26 412 abstenções, de forma que 19.51% do eleitorado não compareceu às urnas naquele turno.

## Antecedentes
Nas eleições de 2012 Jonas Marins ganhou como prefeito, vencendo Zé Renato do PMDB. Rodrigo Drable (PMDB) foi eleito vereador com mais votos no município.

## Campanha
Rodrigo Drable contou com o apoio político de Jorge Picciani ex presidente da Assembleia Legislativa do Rio de Janeiro para manter sua candidatura.

## Resultados

### Eleição municipal de Barra Mansa em 2016 para Prefeito
A eleição para prefeito contou com 6 candidatos em 2016: Bruno Marini do Progressistas, Rodrigo Drable Costa do Movimento Democrático Brasileiro (1980), Ueslei Carlos de Brito do Partido Comunista do Brasil, Clarice de Freitas Silva Avila do Partido dos Trabalhadores, Claudio Furtado Manes do Partido da Social Democracia Brasileira, Jose Chagas dos Santos do Partido Social Liberal que obtiveram, respectivamente, 8 966, 39 169, 4 104, 5 435, 25 908, 6 549 votos. O Tribunal Superior Eleitoral também contabilizou 19.51% de abstenções nesse turno.
| Candidato(a)                        | Vice                          | Coligação                                               | Votos recebidos | Percentual |
| ----------------------------------- | ----------------------------- | ------------------------------------------------------- | --------------- | ---------- |
| Rodrigo Drable Costa (MDB)          | Maria de Fatima Lima da Silva | Reconstruir Barra Mansa                                 | 39169           | 43.46%     |
| Claudio Furtado Manes (PSDB)        | Jose Luiz Vaneli              | Partido da Social Democracia Brasileira (sem coligação) | 25908           | 28.74%     |
| Bruno Marini (PP)                   | Jose Amaral de Oliveira       | Barra Mansa Pode Muito Mais                             | 8966            | 9.95%      |
| Jose Chagas dos Santos (PSL)        | Marcelo Gomes Pinto           | Partido Social Liberal (sem coligação)                  | 6549            | 7.27%      |
| Clarice de Freitas Silva Avila (PT) | Wanderley Dias Reis           | Partido dos Trabalhadores (sem coligação)               | 5435            | 6.03%      |
| Ueslei Carlos de Brito (PCdoB)      | Antônio Cesar e Silva         | Somos + Barra Mansa!                                    | 4104            | 4.55%      |

### Eleição municipal de Barra Mansa em 2016 para Vereador
Na decisão para o cargo de vereador na eleição municipal de 2016, foram eleitos 19 vereadores com um total de 96 221 votos válidos. O Tribunal Superior Eleitoral contabilizou 4 062 votos em branco e 8 689 votos nulos. De um total de 135 384 eleitores aptos, 26 412 (19.51%) não compareceram às urnas .
| Nome                                | Partido político                                | Coligação                                                | Votos recebidos | Percentual |
| ----------------------------------- | ----------------------------------------------- | -------------------------------------------------------- | --------------- | ---------- |
| Paulo Afonso Sales Moreira da Silva | Solidariedade (SD)                              | Solidariedade (sem coligação)                            | 1945            | 2.02%      |
| Marcelo Borges da Silva             | Partido Democrático Trabalhista (PDT)           | Partido Democrático Trabalhista (sem coligação)          | 1892            | 1.97%      |
| Marcell Castro de Souza             | Partido Trabalhista Brasileiro (PTB)            | Partido Trabalhista Brasileiro (sem coligação)           | 1882            | 1.96%      |
| Gustavo de Almeida Gomes            | Partido Trabalhista Brasileiro (PTB)            | Partido Trabalhista Brasileiro (sem coligação)           | 1403            | 1.46%      |
| Thiago Valério da Silva             | Partido Popular Socialista (PPS)                | Partido Popular Socialista (sem coligação)               | 1358            | 1.41%      |
| Jose Abel Mariano                   | Partido Republicano Brasileiro (PRB)            | Uma Cidade Para Todos                                    | 1302            | 1.35%      |
| Gilmar Lelis do Carmo               | Partido Renovador Trabalhista Brasileiro (PRTB) | Partido Renovador Trabalhista Brasileiro (sem coligação) | 1231            | 1.28%      |
| Jose Renato de Oliveira             | Partido Progressista (PP)                       | Barra Mansa Bem Melhor                                   | 1163            | 1.21%      |
| Luis Antônio Cardoso                | Movimento Democrático Brasileiro (MDB)          | Movimento Democrático Brasileiro (sem coligação)         | 1137            | 1.18%      |
| Vicente Carneiro Leão Filho         | Partido Socialista Brasileiro (PSB)             | Renova Barra Mansa                                       | 1135            | 1.18%      |
| Marcos Andre Gonçalves Pitombeira   | Partido da Social Democracia Brasileira (PSDB)  | Partido da Social Democracia Brasileira (sem coligação)  | 1135            | 1.18%      |
| Elias Barbosa Romeiro               | Partido Humanista da Solidariedade (PHS)        | Partido Humanista da Solidariedade (sem coligação)       | 1102            | 1.15%      |
| Wellington Almeida Pires            | Partido Progressista (PP)                       | Barra Mansa Bem Melhor                                   | 987             | 1.03%      |
| Carlos Roberto de Carvalho          | Partido Social Cristão (PSC)                    | Partido Social Cristão (sem coligação)                   | 956             | 0.99%      |
| Jaime Alves de Almeida              | Partido Republicano Brasileiro (PRB)            | Uma Cidade Para Todos                                    | 952             | 0.99%      |
| Gilson de Assis Lopes               | Partido da Social Democracia Brasileira (PSDB)  | Partido da Social Democracia Brasileira (sem coligação)  | 952             | 0.99%      |
| Daniel Volpe Maciel                 | Partido Popular Socialista (PPS)                | Partido Popular Socialista (sem coligação)               | 951             | 0.99%      |
| Zelio Resende Barbosa               | Partido Renovador Trabalhista Brasileiro (PRTB) | Partido Renovador Trabalhista Brasileiro (sem coligação) | 861             | 0.89%      |
| Maria Lucia Moura da Fonseca        | Solidariedade (SD)                              | Solidariedade (sem coligação)                            | 628             | 0.65%      |

## Análise
Rodrigo Drable sofreu algumas ataques por ter Eduardo Cunha (MDB-RJ), preso desde outubro de 2016, como seu padrinho de casamento.